# Khelidia
Khelidia o Khalidia (àrab: خليدية, Ḫalīdiyya) és una vila situada a una trentena de quilòmetres de Tunis, al llarg del Oued Miliana, administrativament vinculada a la governació de Ben Arous, de la qual és una municipalitat, amb una població de 8.470 habitants el 2014.

## Economia
Ciutat eminentment agrícola a la plana de Mornag, es beneficia en part de l'expansió de les activitats industrials cap al sud a partir de l'aglomeració de Tunis.

## Administració
És el centre de la delegació o mutamadiyya homònima, dividida en sis sectors o imades:
- Khelidia
- Essalem
- Oudna
- El Kessibi
- El Gounna
- Ain Rekad

Al mateix temps, forma una municipalitat o baladiyya, amb codi geogràfic 13 51 (ISO 3166-2:TN-12) que s'estén pels sis sectors o imades de la delegació o mutamadiyya homònima.
Antigament, la delegació estava inclosa dins de la delegació de Mornag, a la qual s'integraven els seus sis sectors o imades:
- Mornag (13 62 51)
- Mornag Ouest (13 62 52)
- Khelidia (13 62 53)
- Ez-Zaouia (13 62 54)
- Djebel Ressas (13 62 55)
- Sidi Salem El Garsi (13 62 56)
- Kabouti (13 62 57)
- Ain Rekad (13 62 58)
- El Gounna (13 62 59)
- Sidi Saad (13 62 60)
- Essalem (13 62 61)
- Errisala (13 62 62)
- Oudna (13 62 63)
- El Kessibi (13 62 64)